# Karl Röttger
Alfred Karl Röttger (Pseudonym: Jacobus von Rahden, * 23. Dezember 1877 in Lübbecke; † 1. September 1942 in Düsseldorf) war ein deutscher Schriftsteller.

## Leben
Karl Röttger war der Sohn eines Schuhmachermeisters. Von 1883 bis 1892 besuchte er die Volksschule und die Selecta in Lübbecke, von 1892 bis 1898 die Präparandie und das Lehrerseminar in Petershagen/Weser. Von 1898 bis 1899 hatte er seine erste Lehrerstelle in Preußisch Ströhen inne, danach war er von 1899 bis 1901 Lehrer in Schwenningdorf und von 1901 bis 1905 in Lübbecke. 1905 übersiedelte er mit seiner Mutter nach Düsseldorf-Gerresheim, wo er bis 1908 Lehrer war. 1908 heiratete er Julie Kruse, die auch schriftstellerisch tätig war und mit der er 1909 nach Berlin ging. Dort arbeitete Röttger als Mitherausgeber an der Zeitschrift
Charon mit sowie von 1911 bis 1914 als Herausgeber der Zeitschrift Die Brücke.
Nachdem seine Frau 1914 schwer erkrankt war und auch Röttger selbst mit gesundheitlichen Problemen zu kämpfen hatte, kehrten die beiden 1915 ins Rheinland zurück, wo Röttger in Düsseldorf wieder als Lehrer wirkte. Daneben war er als Theater- und Kunstkritiker tätig und gab die Zeitschrift Das Kunstfenster heraus. 1916 ging er eine Verbindung mit Hella Ströter (1892–1971) ein; 1917, 1919 und 1920 wurden die drei gemeinsamen Kinder Helmut, Gerda und Rotraud geboren. 1920 oder 1921 folgte die Scheidung von Julie Kruse, so dass Karl Röttger und Hella Ströter heiraten konnten. Ab 1926 bewohnte die fünfköpfige Familie ein eigenes Haus in Düsseldorf-Gerresheim, in dem in den folgenden Jahren zahlreiche Dichterlesungen, Vorträge und Musikabende stattfanden. 1927 beging die Stadt Düsseldorf Röttgers 50. Geburtstag mit einer offiziellen Feier (Leopold Fleischhacker fertigte ein Bronzeporträt), desgleichen 1937 zu seinem 60. Geburtstag. 1940 unternahm der Autor eine Studienreise nach Salzburg und Wien. Im darauffolgenden Jahr wurde er aus Krankheitsgründen vorzeitig pensioniert.

## Rezeption
Karl Röttgers literarisches Werk umfasst vorwiegend Lyrik, Romane, Erzählungen, Theaterstücke und Essays, darunter auch solche zu pädagogischen Themen. Röttger, der mit einer Vielzahl von Schriftstellern und Künstlern seiner Zeit in Verbindung stand, war in seinem stark religiös gefärbten Werk beeinflusst von Leopold Schefer und der Philosophie des anti-naturalistischen, neuromantischen Charonkreises.

## Werke (Auswahl)

### Autor
Autobiographisches
- Die fernen Inseln. Aus den Tagen der Kindheit. Matthes-Verlag, Leipzig 1921.
- Das Unzerstörbare oder Die Vollendung des Einst. Erinnerungen und Bekenntnisse. List, Leipzig 1937.

Gedichte
- Wenn deine Seele einfach wird. Gedichte. Charon-Verlag, Groß-Lichterfelde 1909.
- Tage der Fülle. Neue Lieder und Landschaftsgedichte und der Kreis des Jahres. Charon-Verlag, Groß-Lichterfelde 1910.
- Die Lieder von Gott und dem Tod. 2. Aufl. Horen-Verlag, Berlin 1930.
- Sehnsucht und Schicksal. Eine Gedichtsammlung. Matthes-Verlag, Leipzig 1913.
- Des Raumes Seele und des Traumes Sinn. Saaleck-Verlag, Köln 1923.

Prosa
- Aus meinen Welten. Ein Buch für stille Menschen. Verlag Friesenhahn, Leipzig 1900.
- Glück und anderes. Neue Literatur-Anstalt, Wien 1902.
- Legenden. Müller-Verlag, München 1914ff.

1. Der Eine und die Welt. Legenden, Weisheit, Wanderung, Nacht und Glück. 2. Aufl. 1917.
2. Christuslegenden. 1914.
3. Das Gastmahl der Heiligen. Der Legende dritter und letzter Band. 1917.

- Die Allee. Novellen. Müller-Verlag, München 1918.
- Stimmen im Raum. Erzählungen aus den Stunden der Landschaften und des Schicksals. Müller-Verlag, München 1920.
- Der Schmerz des Seins. Drei Erzählungen. Matthes-Verlag, Leipzig 1921.
- Die Krise. Bayern-Verlag, München 1925 (Sonderdr. aus Gegenspiel. Monatsblätter für neue Dichtung, Jg. 1, 1925).
- Das Herz in der Kelter. Roman. Deutsche Buchgemeinschaft, Berlin 1927.
- Zwischen den Zeiten. Erzählungen und Legenden. Müller-Verlag, München 1927.
- Buch der Liebe. Müller-Verlag, München 1928.
- Auf Sommerwegen. Deutsche Dichter-Gedächtnis-Stiftung, Hamburg 1929.
- Buch der Mysterien. Horen-Verlag, Berlin-Grunewald 1929.
- Hölderlin. dichterische Darstellung seines Lebens und Schicksals. Gesellschaft der Bücherfreunde, Chemnitz 1930.
- Kaspar Hausers letzte Tage oder Das kurze Leben eines ganz Armen. Ein dokumentarischer Roman. Zsolnay, Berlin 1933.
- Der Heilige und sein Jünger. Roman. Zsolnay, Berlin 1934.
- Der Heilandsweg. Legenden. Zsolnay, Berlin 1935.
- Opfertat. Drei deutsche Legenden. List, Leipzig 1935.
- Dämon und Engel im Land. Roman. List, Leipzig 1936.
- Die Magd. Erzählung. Eichblatt-Verlag, Leipzig 1937 (Eichblatts deutsche Heimatbücher; 118).
- Legenden, Mythen, Gedichte. Schöningh, Paderborn 1938 (Der deutsche Quell).
- Am deutschen Strom. Rhein-Heimatgruß. Wallmann-Verlag, Berlin-Steglitz 1940 (Beschützte Heimat; 6).
- Die Mörderin. Zwei Erzählungen. Zsolnay, Wien 1940 (Die hundert kleinen Bücher; 13).
- Unterm Himmelsbogen. Aus unveröffentlichten oder unvollendeten Büchern. Eigenverlag, Düsseldorf 1940 (Jahresgabe der Gesellschaft der Bücherfreunde zu Chemnitz; 1941).
- Gnade vor Recht. Sinnbild und Gleichnis; zwei Erzählungen. Chemnitz 1941.
- An die Freunde der Dichtung. Düsseldorf 1947.
- Nun und immer. Flothmann Verlag, Kettwig 1952.
- Der Gast. Der Knabe und das Wunder. Zwei Erzählungen. Aschendorff-Verlag, Münster/Westf. 1963 (Kleine westfälische Reihe/&; 26).

Sachbücher
- Das Leben, die Kunst, das Kind. Bremen 1905.
- Kind und Gottesidee. Modern-Pädagogischer und Psychologischer Verlag, Berlin 1908 (Führer ins Leben; 2).
- Die Flamme. Essais. Müller-Verlag, München 1918.
- Die Religion des Kindes. Müller-Verlag, München 1918.
- Zum Drama und Theater der Zukunft. Matthes-Verlag, Leipzig 1921.
- Das Kindertheater. Patmos-Verlag, Frankfurt/M. 1922 (Schriften zur Kunsterziehung und Theaterpflege).
- Einzelseele, Drama, Gemeinschaftsbühne. Eigenverlag, Gotha 1924.
- Johann Sebastian. Verlag Herrcke & Lebeling, Stettin 1924.
- Das Buch der Gestirne. List, Leipzig 1933.
- Die Berufung des Johann Sebastian Bach. List, Leipzig 1935 (Lebendiges Wort; 3).
- „Ihr schwebt, ihr Geister, neben mir“. Begegnungen mit Beethoven, Friderike von Sesenheim, Clemens Brentano, Bettine und Jean Paul. Amthor-Verlag, Leipzig 1937.
- Wolfgang Amadeus Mozart. List, Leipzig 1941.
- Jean Paul. Agentur des Rauhen Hauses, Hamburg 1965.

Theaterstücke
- Gespaltene Seelen. Ein Kammerspiel. Müller-Verlag, München 1918.
- Haß oder Das versunkene Bildnis des Christ. Drama in vier Akten. Müller-Verlag, München 1918.
- Simson. Ein Drama. Matthes-Verlag, Leipzig 1921.
- Das letzte Gericht. Sechs Spiele vom Leben; mit einem Vorspiel „Im Jenseits“. Matthes-Verlag, Leipzig 1922.
- Die sechs Schwäne. Märchenspiel. Matthias-Grünewald-Verlag, Mainz 1950 (Nachdr. d. Ausg. Leipzig 1922).
- Der treue Johannes. Märchenspiel in 5 Akten. Callwey, München 1926 (Nachdr. d. Ausg. Berlin 1922).
- Die Heimkehr. Dramatische Legende. Kaiser, München 1926 (Münchner Laienspiele; 25).
- Die heilige Elisabeth. Ein Legendenspiel. Callwey, München 1927 (Die Schatzgräber-Bühne; 31).

Werkausgabe
- Hella Röttger (Hrsg.): Ausgewählte Werke. Lechte-Verlag, Emsdetten (Westf.) 1958 (zwei Bände).
- Zeitdichtungen 1918–1938. Gedichte und Erzählungen. Henn Verlag, Kastellaun 1978, ISBN 3-450-17926-8.

### Herausgeber
- Die moderne Jesusdichtung. eine Anthologie. Klotz, Gotha 1950 (Nachdr. d. Ausg. München 1907).
- Wilhelm Schäfer. Zu seinem 50. Geburtstag. Müller-Verlag, München 1918.
- Das schöpferische Kind. Ausstellung und Vortragsreihe. Bagel-Verlag, Düsseldorf 1924.
- Gustav Schwab: Fortunat und seine Söhne. Hirt, Breslau 1932 (mit 10 Holzschnitten der Augsburger Ausgabe von 1509).
- Gustav Schwab: Die schöne Magelone. Hirt, Breslau 1932 (mit 7 Holzschnitten aus der Augsburger Ausgabe von 1535).